# Opisthograptis apicolutea
Opisthograptis apicolutea är en fjärilsart som beskrevs av Edward Alfred Cockayne 1950. Opisthograptis apicolutea ingår i släktet Opisthograptis och familjen mätare. Inga underarter finns listade i Catalogue of Life.